# Saturnia bornemanni
Saturnia bornemanni är en fjärilsart som beskrevs av Standfuss 1892. Saturnia bornemanni ingår i släktet Saturnia och familjen påfågelsspinnare. Inga underarter finns listade.